# Xanthabraxas hemionata
Xanthabraxas hemionata är en fjärilsart som beskrevs av Achille Guenée 1858. Xanthabraxas hemionata ingår i släktet Xanthabraxas och familjen mätare. Inga underarter finns listade i Catalogue of Life.